# U-350
Unterseeboot 350 foi um submarino alemão do Tipo VIIC, pertencente a Kriegsmarine que atuou durante a Segunda Guerra Mundial.

## Comandantes
| Comandante          | Data                                       |
| ------------------- | ------------------------------------------ |
| Oblt. Erich Niester | 7 de outubro de 1943 - 30 de março de 1945 |

## Subordinação
Durante o seu tempo de serviço, esteve subordinado às seguintes flotilhas:
| Período                                        | Flotilha                                 |
| ---------------------------------------------- | ---------------------------------------- |
| 7 de outubro de 1943 - 28 de fevereiro de 1945 | 22. Unterseebootsflottille (treinamento) |
| 1 de março de 1945 - 30 de março de 1945       | 31. Unterseebootsflottille (treinamento) |